# Iuri Iàkovitx
Iuri Iàkovitx, també transliterat Yuri Yakovich (en rus: Юрий Якович; nascut el 30 de novembre de 1962), és un jugador d'escacs rus, anteriorment soviètic, que té el títol de Gran Mestre des de 1990. El 2012 la FIDE li va atorgar el títol de FIDE Senior Trainer, el màxim títol d'entrenador internacional.
A la llista d'Elo de la FIDE de l'octubre de 2020, hi tenia un Elo de 2526 punts, cosa que en feia el jugador número 81 (en actiu) de Rússia. El seu màxim Elo va ser de 2600 punts, a la llista d'abril de 2007 (posició 159 al rànquing mundial).

## Resultats destacats en competició
El 1996 fou 2n lloc al torneig de Gistrup, a Dinamarca, empatat a punts amb Aleksei Aleksàndrov.
El 2003 empatà als llocs 1r–3r amb Ievgueni Miroixnitxenko i Alexander Potapov al torneig Fakel Jamala de Noyabrsk.
El 2007, empatà als llocs 1r–6è amb Vitali Golod, Mateusz Bartel, Mikhail Kobalia, Michael Roiz i Zahar Efimenko al 16è torneig internacional Monarch Assurance de l'Illa de Man.

### Participació en competicions per equips
Fou membre de l'equip rus que va guanyar la medalla d'argent al Campionat d'Europa d'escacs per equips de 1997.

### Escriptor d'escacs
Iàkovitx és autor dels llibres Play the 4 f3 Nimzo-Indian, publicat per Gambit Publications el 2004 i de Sicilian Attacks, publicat per New In Chess el 2010.

## Partides notables
- Iuri Iàkovitx vs Vladímir Kràmnik, URSS 1988, defensa siciliana: quatre cavalls, variant del canvi (B40), 1-0
- Iuri Iàkovitx vs David Bronstein, It (open) 1994, gambit de dama acceptat: defensa clàssica (D26), 1-0
- Iuri Iàkovitx vs Magnus Carlsen, Bergen 2002, defensa índia de dama: variant Kasparov-Petrosian (E12), 1-0